# 生存 (非政府组织)
“生存”组织（法语：Survie）是一个非政府组织（NGO），成立于1984年，旨在与第三世界的饥饿和腐败作斗争。 它已成为一个部门协会联合会，由1600名付费会员，约100名活动家和6名雇员组成。2005年9月，Odile Tobner成为该组织的主席，该职位由François-Xavier Verschave先前担任，后者因批评法国非洲前殖民地的新殖民主义和他的新词Françafrique而闻名。